# Reynolds Koranteng
Reynolds „Rey” Koranteng (ur. 2 sierpnia 1974 w Pradze) – czeski dziennikarz i prezenter telewizyjny.
Rodzice poznali się na studiach. Matka (Ludmila) była Czeszką, a ojciec lekarzem z Ghany. Wczesne dzieciństwo spędził w Ghanie. Potem matka wróciła do Czech. W 1993 podjął pracę dla firmy, która przygotowywała graficzne podkłady dla powstającej wtedy TV Nova. Z czasem dostał ofertę stałej pracy dla stacji, a później, po kilku latach, został prezenterem wiadomości, którego popularność gwałtownie wzrastała. Stworzył parę telewizyjną z Lucią Borhyorową. Hobbystycznie zajmuje się lotnictwem (ma licencję pilota). Żonaty z Moniką, ma dwie córki – Vanessę i Sofię.